# مايرا أغوايار
مايرا أغويار دا سيلفا (مواليد 3 آب 1991 في بورتو أليغري هي لاعبة جودو برازيلية.
تتدرب مايرا ضمن فريق يضمن كل من خواو ديرلي وتياغو كاميلو وغيرهما. وهي تعتبرهما مثلها الأعلى
في ديسمبر 2008، عانت من إصابة حادة في ركبتها اليمنى. فتوقفت عن اللعب لمدة تقارب 10 أشهر وعادت للعب في سبتمبر 2009.

## الجودو
تعتبر مايرا إحدى أفضل لاعبي الجودو في البرازيل على مر التاريخ. عندما كانت في السادسة عشرة من عمرها، نافست في دورة الألعاب الأمريكية 2007 وفازت بالميدالية الفضية.
عام 2008، نافست في الألعاب الأولمبية الصيفية 2008 في بكين، لكنها خسرت مباراتها الوحدية أمام اللاعبة الإسبانية ليري إغلاسياس.
عام 2008، لم تشارك في أي منافسات بسبب إصابة ركبتها.
عام 2010، غيّرت مايرا فئة مشاركاتها من وزن متوسط إلى وزن نصف ثقيل
وفازت بميدالية ذهبية في بطولة بان أمريكا للجودو 2010 في السلفادور. عام سبتمبرمن نفس العام، شاركت في بطولة العالم للجودو 2010 وخسرت المباراة النهائية أمام كايلا هاريسون من الولايات المتحدة، وحصلت على الميدالية الفضية.
عام 2012، فازت مايرا بالميدالية البرونزية في الألعاب الأولمبية الصيفية 2012 وفازت بثلاث مباريات. وخسرت مرة أخرى أمام كايلا هاريسون التي انتقلت إلى الدور قبل النهائي
أصبحت مايرا بطلة العالم في بطولة العالم للجودو 2014 وهزمت الفرنسية أودري تشيوميو في النهائي.
كانت مايرا أفضل مرشحة برازيلية للحصول على ميدالية ذهبية في الألعاب الأولمبية الصيفية 2016 ، لكنها كافحت في الدور قبل النهائي في مباراة مع تشيوميو وخسرت بالترجيح بسبب تكافؤ النقاط، فنافست على الميدالية البرونزية وفازت فيها

## الإنجازات

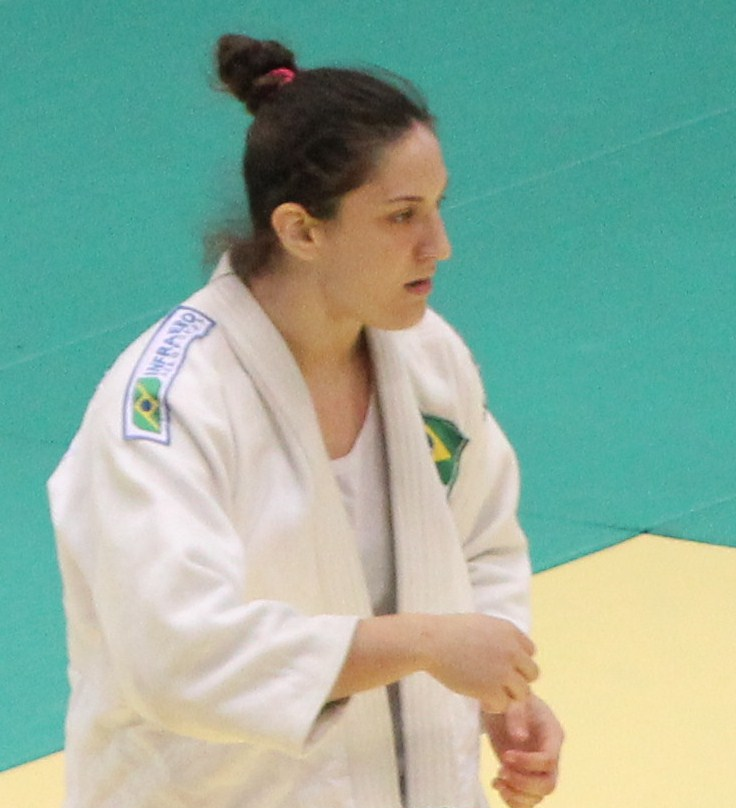
أغوايار عام 2010.

| السنة | البطولة                        | المركز  | فئة الوزن                                                       |
| ----- | ------------------------------ | ------- | --------------------------------------------------------------- |
| 2007  | دورة الألعاب الأمريكية 2007    | الثاني  | وزن متوسط(−70 كغم)                                              |
| 2008  | الألعاب الأولمبية الصيفية 2008 | العشرون | وزن متوسط(−70 كغم)                                              |
| 2010  | بطولة بان أمريكا للجودو 2010   | الأول   | وزن نصف ثقيل (−78 كغم)                                          |
| 2010  | بطولة العالم للجودو 2010       | الثاني  | بطولة العالم للجودو 2010 – 78 كغم سيدات\|وزن نصف ثقيل (−78 كغم) |
| 2011  | بطولة بان أمريكا للجودو 2011   | الثاني  | وزن نصف ثقيل (−78 كغم)                                          |
| 2012  | الألعاب الأولمبية الصيفية 2012 | الثالث  | وزن نصف ثقيل (−78 كغم)                                          |
| 2016  | الألعاب الأولمبية الصيفية 2016 | الثالث  | وزن نصف ثقيل (−78 كغم)                                          |

## وصلات خارجية
- مايرا أغوايار على موقع الفيدرالية الدولية للجودو (الإنجليزية)
- مايرا أغوايار على موقع JudoInside.com (الإنجليزية)
- مايرا أغوايار على موقع AllJudo.net (الفرنسية)
- مايرا أغوايار على موقع اللجنة الأولمبية الدولية (الإنجليزية)
- مايرا أغوايار على موقع أوليمبيديا (الإنجليزية)
- مايرا أغوايار على موقع اللجنة الأولمبية البرازيلية (البرتغالية)

- JudoInside
- Sport-Reference
- Facebook